# Ломоватка (Вологодская область)
Ломоватка — посёлок в Великоустюгском районе Вологодской области. Административный центр Ломоватского сельского поселения и Ломоватского сельсовета.
Ломоватка находится на северо-востоке Вологодской области, на ветке Северной железной дороги «Коноша—Котлас». Ближайший населённый пункт — Большой Ерогодский Починок. К западу от Ломоватки находятся деревня Абрамовский Починок и архангельские посёлки Сенгосс и Кизема, к востоку — посёлки Ёрга и Удимский. Посёлок связан с дорожной сетью ведомственной дорогой с покрытием из железобетонных плит. Расстояние до районного центра Великого Устюга по автодороге — 110 км.
Посёлок Ломоватка был образован на месте бараков, построенных заключёнными ГУЛАГа при строительстве Северо-Печорской железной дороги в 1940-е годы. В 1954 году начались лесозаготовительные работы, в 1958 году был создан Ломоватский леспромхоз. В 1960 году был образован Ломоватский сельский Совет, в 2006 году — Ломоватское сельское поселение. В 1992 году леспромхоз был акционирован, в 2002 году на базе его имущественного комплекса создано ООО «Ломоватка-Лес».

## Население
| 2010 |
| ---- |
| 1141 |

Согласно данным переписи 2002 года, в посёлке было 1513 человек (710 мужчин, 803 женщины). Преобладающая национальность — русские (94 %).

## Фотогалерея

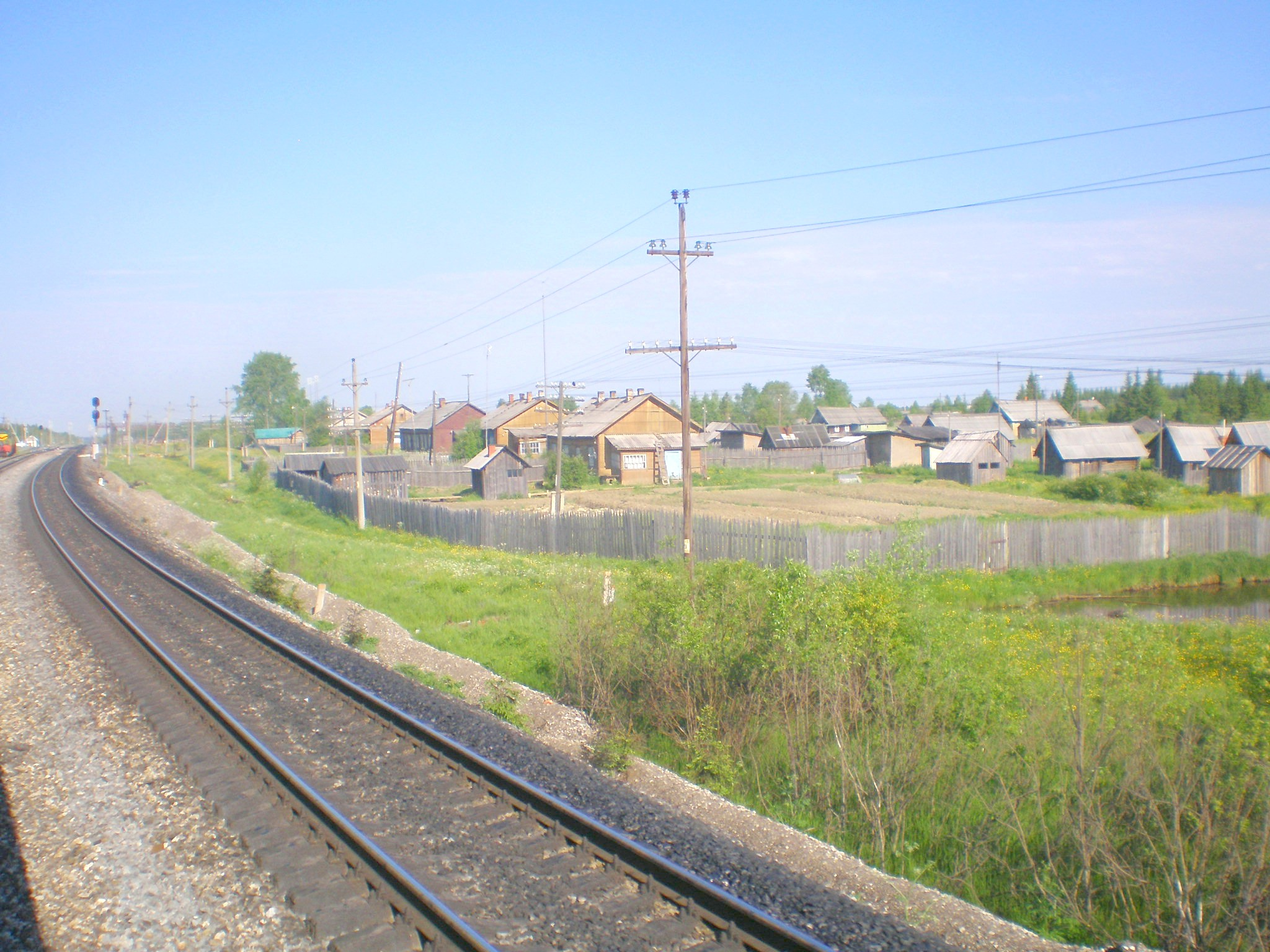
Вид на посёлок с железной дороги
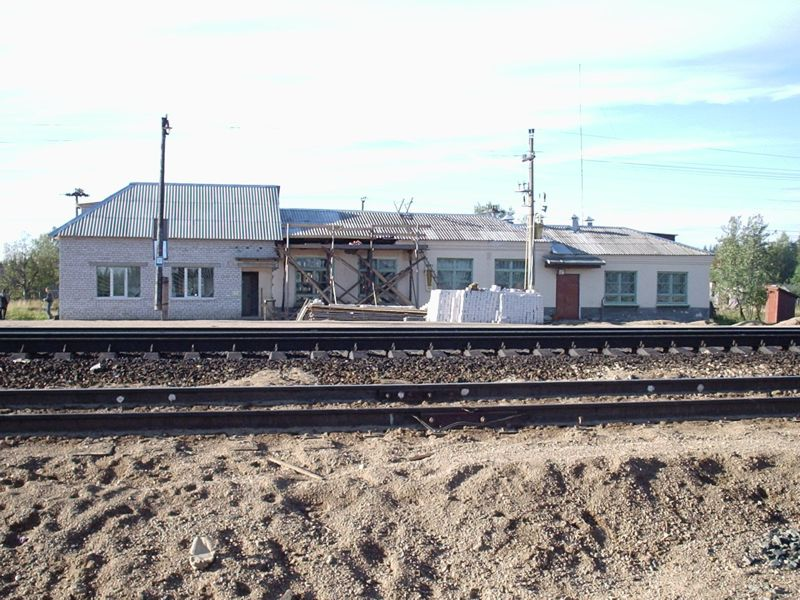
Вокзал станции Ломоватка

### Карты
- [mapp38.narod.ru/map1/index103.html Топографическая карта P-38-103,104. Удимский]
- Ломоватка на Wikimapia
- Посёлок Ломоватка. Публичная кадастровая карта